# Нітрянська Блатніца
Нітрянська Блатніца (словац. Nitrianska Blatnica) — село, громада округу Топольчани, Нітранський край. Кадастрова площа громади — 14.39 км².
Населення 1243 особи (станом на 31 грудня 2019 року).

## Історія
Нітрянська Блатніца згадується 1185 року.

## Населення
| Рік:            | 1994. | 2004.   | 2014.   | 2024.   |
| --------------- | ----- | ------- | ------- | ------- |
| Кількість осіб: | 1148  | 1207    | 1230    | 1235    |
| Різниця:        |       | +5,13 % | +1,90 % | +0,40 % |

| Рік:            | 2023. | 2024.  |
| --------------- | ----- | ------ |
| Кількість осіб: | 1250  | 1235   |
| Різниця:        |       | -1,2 % |